# Родріго Ернандес
Родріґо Ернандес-Касканте (ісп. Rodrigo Hernández Cascante), більш відомий як просто Родрі (ісп. Rodri, нар. 22 червня 1996, Мадрид) — іспанський футболіст, опорний півзахисник клубу «Манчестер Сіті» та збірної Іспанії.
Автор переможного гола фінальної гри Ліги чемпіонів 2022—2023. Володар Золотого м'яча 2024 року.

## Клубна кар'єра
Народився 22 червня 1996 року в місті Мадрид. Розпочав займатись футболом у невеликій команді «Райо Махадаонда», з якої 2007 року перейшов в академію столичного «Атлетіко». У 2013 році через «відсутність фізичної сили» Ернандес був відрахований з мадридського клубу і згодом потрапив до академії «Вільярреала».
На початку 2015 року був включений в заявку «Вільярреала» на сезон. Для отримання ігрової практики Родріго виступав за дублерів, «Вільярреал Б». І лише 17 грудня у поєдинку Кубку Іспанії проти «Уески» Ернандес дебютував за основний склад «жовтих». 17 квітня 2016 року в матчі проти «Райо Вальєкано» він дебютував у Ла Лізі, замінивши у другому таймі Деніса Суареса. 3 листопада в поєдинку Ліги Європи проти турецького «Османлиспора» Родрігес забив свій перший гол за «Вільярреал».
24 травня 2018 року Родріго Ернандес підписав 5-річний контракт з «Атлетіко», яке заплатило за свого вихованця 20 млн євро плюс бонуси. 15 серпня в матчі мадридського дербі проти «Реала» він дебютував за нову команду в грі на Суперкубок УЄФА 2018 року в Таллінні. Родрі відіграв 71 хвилину, після чого був замінений на Вітоло, а його команда в додатковий час перемогла 4:2, принісши Родрі перший трофей у кар'єрі. У команді півзахисник відразу став основним гравцем і за сезон провів усі 34 гри в Ла Лізі, забивши 3 голи.
3 липня 2019 року був викуплений англійським «Манчестер Сіті» за суму відступних, прописаних в контракті футболіста, у розмірі 70 мільйонів євро, що стало рекордним для клубу. Родрі дебютував за нову команду під керівництвом співвітчизника Пепа Гвардіоли 4 серпня в матчі за Суперкубок Англії проти «Ліверпуля» на стадіоні «Вемблі», зігравши увесь матч, який завершився перемогою манчестерців в серії пенальті. Станом на 19 жовтня 2019 року відіграв за команду з Манчестера 9 матчів в національному чемпіонаті.

## Виступи за збірні
2012 року дебютував у складі юнацької збірної Іспанії (U-16), загалом на юнацькому рівні взяв участь у 10 іграх. У 2015 році Ернандес у складі збірної до 19 років виграв юнацький чемпіонат Європи у Греції, зігравши у всіх п'яти матчах.
2017 року залучався до складу молодіжної збірної Іспанії, з якою став срібним призером молодіжного чемпіонату Європи 2017 у Польщі
. Втім цього разу основним гравцем не був і зіграв лише в одному матчі проти збірної Сербії.
23 березня 2018 року в товариському матчі проти збірної Німеччини Родрі дебютував у складі національної збірної Іспанії, замінивши у другому таймі Тьяґо Алькантару.

## Статистика виступів

### Статистика клубних виступів
Станом на 10 червня 2023 року
| Сезон                      | Команда                    | Чемпіонат                  | Чемпіонат | Чемпіонат | Національний кубок | Національний кубок | Національний кубок | Континентальні кубки | Континентальні кубки | Континентальні кубки | Інші змагання | Інші змагання | Інші змагання | Усього | Усього |
| Сезон                      | Команда                    | Ліга                       | Ігор      | Голів     | Ліга               | Ігор               | Голів              | Ліга                 | Ігор                 | Голів                | Ліга          | Ігор          | Голів         | Ігор   | Голів  |
| -------------------------- | -------------------------- | -------------------------- | --------- | --------- | ------------------ | ------------------ | ------------------ | -------------------- | -------------------- | -------------------- | ------------- | ------------- | ------------- | ------ | ------ |
| 2014–15                    | «Вільярреал Б»             | СДБ (ІІІ)                  | 7         | 0         | -                  | -                  | -                  | -                    | -                    | -                    | -             | -             | -             | 7      | 0      |
| 2015–16                    | «Вільярреал Б»             | СДБ (ІІІ)                  | 32+2      | 1+1       | -                  | -                  | -                  | -                    | -                    | -                    | -             | -             | -             | 34     | 2      |
| Усього за «Вільярреал Б»   | Усього за «Вільярреал Б»   | Усього за «Вільярреал Б»   | 39+2      | 1+1       |                    |                    |                    |                      |                      |                      |               |               |               | 41     | 2      |
| 2015–16                    | «Вільярреал»               | ПД                         | 3         | 0         | КІ                 | 3                  | 0                  | ЛЄ                   | 0                    | 0                    | -             | -             | -             | 6      | 0      |
| 2016–17                    | «Вільярреал»               | ПД                         | 23        | 0         | КІ                 | 4                  | 0                  | ЛЄ                   | 4                    | 1                    | -             | -             | -             | 31     | 1      |
| 2017–18                    | «Вільярреал»               | ПД                         | 37        | 1         | КІ                 | 4                  | 0                  | ЛЄ                   | 6                    | 0                    | -             | -             | -             | 47     | 1      |
| Усього за «Вільярреал»     | Усього за «Вільярреал»     | Усього за «Вільярреал»     | 63        | 1         |                    | 11                 | 0                  |                      | 10                   | 1                    |               | -             | -             | 84     | 2      |
| 2018–19                    | «Атлетіко»                 | ПД                         | 34        | 3         | КІ                 | 4                  | 0                  | ЛЧ                   | 8                    | 0                    | СУ            | 1             | 0             | 47     | 3      |
| 2019–20                    | «Манчестер Сіті»           | ПЛ                         | 35        | 3         | КА+КЛ              | 4+4                | 0+1                | ЛЧ                   | 8                    | 0                    | СА            | 1             | 0             | 52     | 4      |
| 2020–21                    | «Манчестер Сіті»           | ПЛ                         | 34        | 2         | КА+КЛ              | 4+5                | 0                  | ЛЧ                   | 10                   | 0                    | -             | -             | -             | 53     | 2      |
| 2021–22                    | «Манчестер Сіті»           | ПЛ                         | 33        | 7         | КА+КЛ              | 2+0                | 0                  | ЛЧ                   | 10                   | 0                    | СА            | 1             | 0             | 46     | 7      |
| 2022–23                    | «Манчестер Сіті»           | ПЛ                         | 36        | 2         | КА+КЛ              | 4+3                | 0                  | ЛЧ                   | 12                   | 2                    | СА            | 1             | 0             | 56     | 4      |
| Усього за «Манчестер Сіті» | Усього за «Манчестер Сіті» | Усього за «Манчестер Сіті» | 138       | 14        |                    | 26                 | 1                  |                      | 40                   | 2                    |               | 3             | 0             | 207    | 17     |
| Усього за кар'єру          | Усього за кар'єру          | Усього за кар'єру          | 276       | 20        |                    | 41                 | 1                  |                      | 58                   | 3                    |               | 4             | 0             | 379    | 24     |

### Статистика виступів за збірну
Станом на 28 березня 2023 року
| Дата       | Місто     | Господарі  | Результат | Гості      | Турнір                             | Голи | Примітки |
| ---------- | --------- | ---------- | --------- | ---------- | ---------------------------------- | ---- | -------- |
| 23-6-2017  | Бидгощ    | Сербія     | 0 – 1     | Іспанія    | Молодіжне Євро-2017 - 1-й етап     | -    |          |
| 1-9-2017   | Толедо    | Іспанія    | 3 – 0     | Італія     | Товариський матч                   | -    |          |
| 5-9-2017   | Таллінн   | Естонія    | 0 – 1     | Іспанія    | Кваліфікація молодіжного Євро-2019 | -    |          |
| 10-10-2017 | Попрад    | Словаччина | 1 – 4     | Іспанія    | Кваліфікація молодіжного Євро-2019 | 1    |          |
| 9-11-2017  | Мурсія    | Іспанія    | 1 – 0     | Ісландія   | Кваліфікація молодіжного Євро-2019 | -    |          |
| 14-11-2017 | Картахена | Іспанія    | 5 – 1     | Словаччина | Кваліфікація молодіжного Євро-2019 | -    |          |
| Усього     |           | Матчів     | 6         |            | Голів                              | 1    |          |

| Дата       | Місто                | Господарі         | Результат               | Гості                | Турнір                                    | Голи | Примітки |
| ---------- | -------------------- | ----------------- | ----------------------- | -------------------- | ----------------------------------------- | ---- | -------- |
| 23-3-2018  | Дюссельдорф          | Німеччина         | 1 – 1                   | Іспанія              | товариський матч                          | -    | 82'      |
| 11-9-2018  | Ельче                | Іспанія           | 6 – 0                   | Хорватія             | Ліга націй УЄФА 2018—2019 - груповий етап | -    | 59'      |
| 11-10-2018 | Кардіфф              | Уельс             | 1 – 4                   | Іспанія              | товариський матч                          | -    |          |
| 18-11-2018 | Лас-Пальмас          | Іспанія           | 1 – 0                   | Боснія і Герцеговина | товариський матч                          | -    |          |
| 23-3-2019  | Валенсія             | Іспанія           | 2 – 1                   | Норвегія             | Відбір до ЧЄ 2020                         | -    | 77'      |
| 26-3-2019  | Та-Калі              | Мальта            | 0 – 2                   | Іспанія              | Відбір до ЧЄ 2020                         | -    |          |
| 7-6-2019   | Торсгавн             | Фарерські острови | 1 – 4                   | Іспанія              | Відбір до ЧЄ 2020                         | -    |          |
| 8-9-2019   | Хіхон                | Іспанія           | 4 – 0                   | Фарерські острови    | Відбір до ЧЄ 2020                         | -    |          |
| 12-10-2019 | Осло                 | Норвегія          | 1 – 1                   | Іспанія              | Відбір до ЧЄ 2020                         | -    | 78'      |
| 15-10-2019 | Стокгольм            | Швеція            | 1 – 1                   | Іспанія              | Відбір до ЧЄ 2020                         | -    | 89'      |
| 15-11-2019 | Кадіс                | Іспанія           | 7 – 0                   | Мальта               | Відбір до ЧЄ 2020                         | -    |          |
| 6-9-2020   | Мадрид               | Іспанія           | 4 – 0                   | Україна              | Ліга націй УЄФА 2020—2021 - груповий етап | -    | 37' 69'  |
| 7-10-2020  | Лісабон              | Португалія        | 0 – 0                   | Іспанія              | товариський матч                          | -    | 61'      |
| 10-10-2020 | Мадрид               | Іспанія           | 1 – 0                   | Швейцарія            | Ліга націй УЄФА 2020—2021 - груповий етап | -    | 88'      |
| 13-10-2020 | Київ                 | Україна           | 1 – 0                   | Іспанія              | Ліга націй УЄФА 2020—2021 - груповий етап | -    |          |
| 11-11-2020 | Амстердам            | Нідерланди        | 1 – 1                   | Іспанія              | товариський матч                          | -    |          |
| 17-11-2020 | Севілья              | Іспанія           | 6 – 0                   | Німеччина            | Ліга націй УЄФА 2020—2021 - груповий етап | 1    |          |
| 25-3-2021  | Гранада              | Іспанія           | 1 – 1                   | Греція               | Відбір до ЧС 2022                         | -    |          |
| 31-3-2021  | Севілья              | Іспанія           | 3 – 1                   | Косово               | Відбір до ЧС 2022                         | -    | 82'      |
| 4-6-2021   | Мадрид               | Іспанія           | 0 – 0                   | Португалія           | товариський матч                          | -    | 63'      |
| 14-6-2021  | Севілья              | Іспанія           | 0 – 0                   | Швеція               | ЧЄ 2020 - груповий етап                   | -    | 66'      |
| 19-6-2021  | Севілья              | Іспанія           | 1 – 1                   | Польща               | ЧЄ 2020 - груповий етап                   | -    | 90+4'    |
| 28-6-2021  | Копенгаген           | Хорватія          | 3 – 5 д.ч.              | Іспанія              | ЧЄ 2020 - 1/8 фіналу                      | -    | 101'     |
| 2-7-2021   | Санкт-Петербург      | Швейцарія         | 1 – 1 д.ч. (1 – 3 п.п.) | Іспанія              | ЧЄ 2020 - чвертьфінал                     | -    | 119'     |
| 6-7-2021   | Лондон               | Італія            | 1 – 1 д.ч. (4 – 2 п.п.) | Іспанія              | ЧЄ 2020 - півфінал                        | -    | 70'      |
| 2-9-2021   | Сульна               | Швеція            | 2 – 1                   | Іспанія              | Відбір до ЧС 2022                         | -    | 85'      |
| 5-9-2021   | Бадахос              | Іспанія           | 4 – 0                   | Грузія               | Відбір до ЧС 2022                         | -    |          |
| 10-10-2021 | Мілан                | Іспанія           | 1 – 2                   | Франція              | Ліга націй УЄФА 2020—2021 - фінал         | -    | 84'      |
| 11-11-2021 | Афіни                | Греція            | 0 – 1                   | Іспанія              | Відбір до ЧС 2022                         | -    |          |
| 14-11-2021 | Севілья              | Іспанія           | 1 – 0                   | Швеція               | Відбір до ЧС 2022                         | -    | 89'      |
| 26-3-2022  | Курналя-да-Льобрегат | Іспанія           | 2 – 1                   | Албанія              | товариський матч                          | -    |          |
| 5-6-2022   | Прага                | Чехія             | 2 – 2                   | Іспанія              | Ліга націй УЄФА 2022—2023 - груповий етап | -    | 58' 61'  |
| 12-6-2022  | Малага               | Іспанія           | 2 – 0                   | Чехія                | Ліга націй УЄФА 2022—2023 - груповий етап | -    |          |
| 27-9-2022  | Брага                | Португалія        | 0 – 1                   | Іспанія              | Ліга націй УЄФА 2022—2023 - груповий етап | -    |          |
| 17-11-2022 | Амман                | Йорданія          | 1 – 3                   | Іспанія              | товариський матч                          | -    | 72'      |
| 23-11-2022 | Доха                 | Іспанія           | 7 – 0                   | Коста-Рика           | ЧС 2022 - груповий етап                   | -    |          |
| 27-11-2022 | Ель-Хаур             | Іспанія           | 1 – 1                   | Німеччина            | ЧС 2022 - груповий етап                   | -    |          |
| 1-12-2022  | Ер-Раян              | Японія            | 2 – 1                   | Іспанія              | ЧС 2022 - груповий етап                   | -    |          |
| 6-12-2022  | Ер-Раян              | Марокко           | 0 – 0 д.ч. (3 – 0 п.п.) | Іспанія              | ЧС 2022 - 1/8 фіналу                      | -    |          |
| 25-3-2023  | Малага               | Іспанія           | 3 – 0                   | Норвегія             | Відбір до ЧЄ 2024                         | -    |          |
| 28-3-2023  | Глазго               | Шотландія         | 2 – 0                   | Іспанія              | Відбір до ЧЄ 2024                         | -    |          |
| Усього     |                      | Матчів            | 41                      |                      | Голів                                     | 1    |          |

## Титули і досягнення

### Командні
- Володар Суперкубка УЄФА (1):

«Атлетіко»: 2018
- Володар Суперкубка Англії (1):

«Манчестер Сіті»: 2019
- Володар Кубка Ліги (2):

«Манчестер Сіті»: 2019-20, 2020-21
- Чемпіон Англії (4):

«Манчестер Сіті»: 2020-21, 2021-22, 2022-23, 2023-24
- Володар Кубка Англії (1):

«Манчестер Сіті»: 2022-23
- Переможець Ліги чемпіонів УЄФА: (1):

«Манчестер Сіті»: 2022-23
- Володар Суперкубка УЄФА (1):

«Манчестер Сіті»: 2023
- Переможець Клубного чемпіонату світу (1):

«Манчестер Сіті»: 2023
Збірні
- Чемпіон Європи (U-19): 2015
- Переможець Ліги націй УЄФА: 2022-23
- Чемпіон Європи: 2024[17]

### Особисті
- Найкращий футболіст світу «Золотий м'яч» (1): 2024.